# Список пресмыкающихся Молдовы

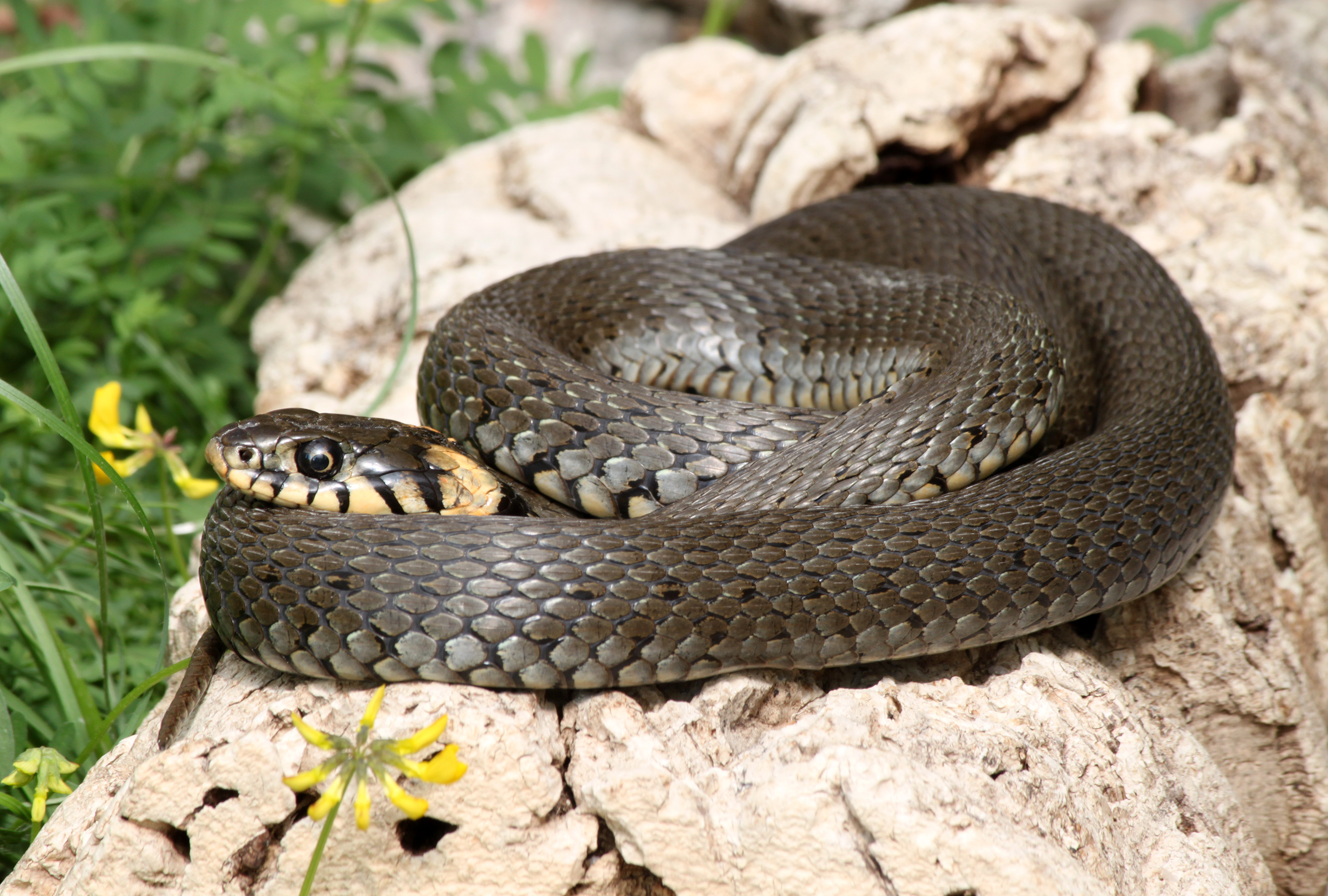
Обыкновенный уж — самый многочисленный и широко распространённый вид змей на территории страны

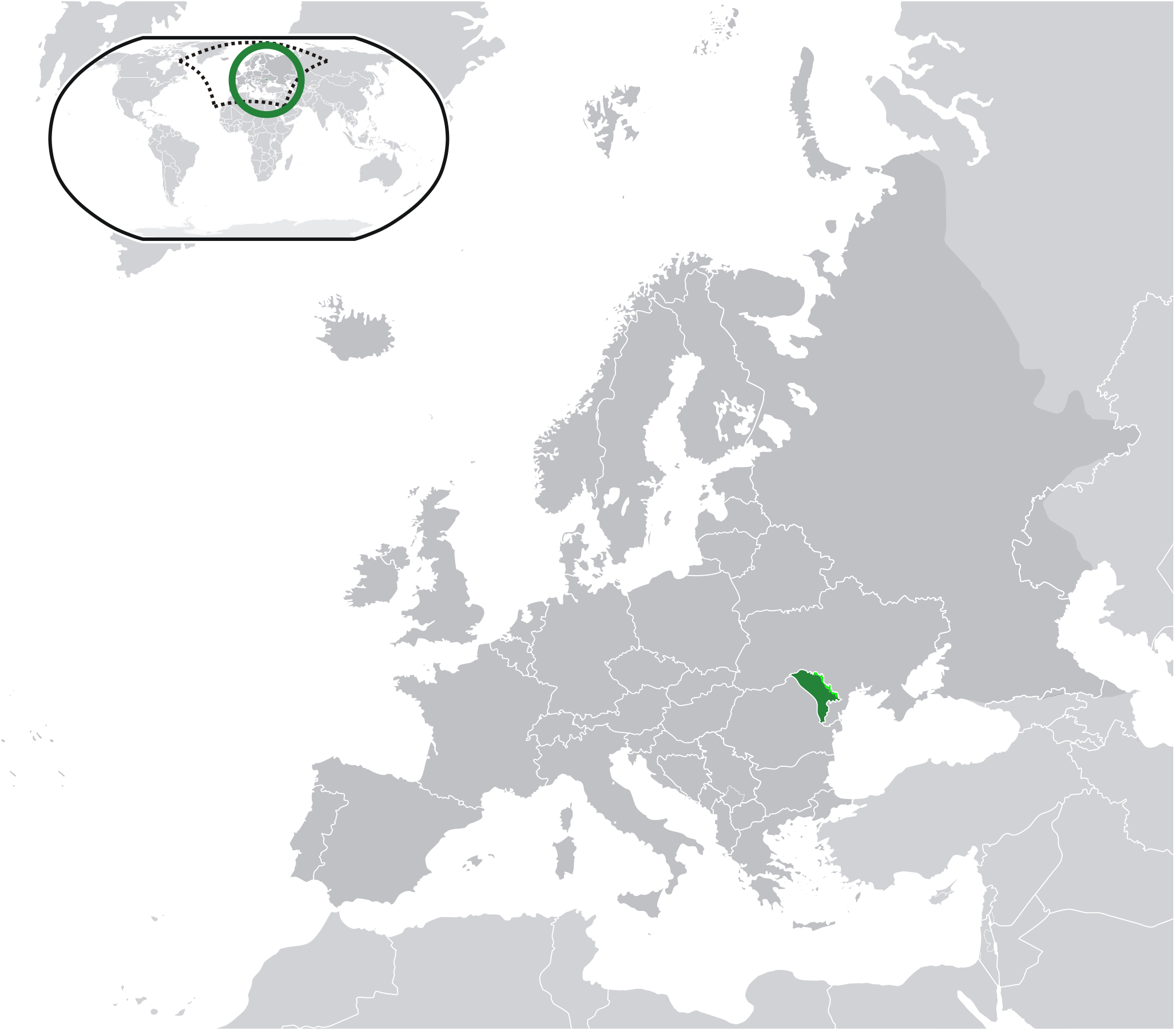
Молдавия на карте Европы

Список пресмыкающихся Молдавии включает виды класса пресмыкающихся, которые были зарегистрированы на территории Молдавии. Пресмыкающиеся, или рептилии (Reptilia) — класс (по традиционной классификации) или парафилетическая группа (по кладистической классификации) преимущественно наземных позвоночных животных.

## Видовое разнообразие
Пресмыкающиеся составляют заметную часть фауны наземных позвоночных Европы в целом и Молдавии в частности. Однако, их видовое разнообразие на территории страны ограничено только несколькими группами. В целом подтверждено обитание на территории страны 15 видов пресмыкающихся: 9 видов змей, 5 видов ящериц и 1 вида черепах. Кроме этих видов имеются старые указания для ещё двух видов ящериц — живородящей ящерицы и желтопузика, но их современное обитание на территории Молдавии не подтверждается последними исследованиями.
Распространение различных видов пресмыкающихся на территории страны отличается друг от друга. Так, обыкновенная медянка, уж обыкновенный или ящерица прыткая обитают по всей территории Молдавии. В то же время, крымская ящерица или полоз сарматский обитает только на юге, а обыкновенная гадюка попадается в основном в северной части страны. Большинство пресмыкающихся испытывают негативное антропогенное воздействие, приводящее к уменьшению ареалов и сокращению их популяций.

## Список видов
Данный список объединяет таксоны видового и подвидового уровня, которые были зарегистрированы на территории Молдавии и приводились для неё исследователями в литературных публикациях. Список состоит из русских названий, биноменов (двухсловных названий, состоящих из сочетания имени рода и имени вида) и указанных с ними имён учёных, впервые описавших данные таксоны, и годов, в которых это произошло. В четвёртом столбце таблицы для каждого вида приводится информация о его распространении на территории Молдавии на основании работы «Рептилии Молдовы: таксономическая и экологическая характеристика» (Долгий, Тодераш; 2002), если не указаны другие источники. Для некоторых видов приводятся замечания по систематике (подразумевается обитание на территории страны номинативных подвидов, если не указано иное). Отряды и семейства в списке расположены в систематическом порядке.
Легенда:
 Виды, обитание которых на территории страны требует подтверждения
 Виды находящиеся под охраной на территории Молдавии и включённые в последнее (третье) издание Красной книги Молдавии (2015 год)
Обозначения охранного статуса МСОП:
- — виды на грани исчезновения (в критическом состоянии)
- — виды под угрозой исчезновения
- — уязвимые виды
- — виды, близкие к уязвимому положению
- — виды под наименьшей угрозой
- — виды, для оценки угрозы которым не хватает данных
- — виды, не представленные в Международной Красной книге

| Иллюстрация                                | Русское название              | Латинское название и автор таксона                    | Ареал на территории страны. Замечания по систематике. | Статус МСОП                                      |
| ------------------------------------------ | ----------------------------- | ----------------------------------------------------- | --- | ------------------------------------------------ |
| Отряд Черепахи (Testudines)                |                               |                                                       | |                                                  |
| Семейство Пресноводные черепахи (Emydidae) |                               |                                                       | |                                                  |
|                                            | Европейская болотная черепаха | Emys orbicularis (Linnaeus, 1758)                     | Обитает на всей территории страны. В долинах рек Прут и Днестр, в реках Реут, Икель. Также встречается в различных пресных водоёмах: прудах, озёрах, старицах, медленно текущих реках, каналах. Иногда встречается в черте населённых пунктов. Является многочисленным видом, но в последнее время наблюдается устойчивая тенденция к сокращению его численности. | Вид, близкий к уязвимому положению               |
| Отряд Чешуйчатые (Squamata)                |                               |                                                       | |                                                  |
| Подотряд Ящерицы (Lacertilia)              |                               |                                                       | |                                                  |
| Семейство Веретеницевые (Anguidae)         |                               |                                                       | |                                                  |
|                                            | Колхидская веретеница         | Anguis colchica (Nordmann, 1840)                      | Таксон представлен на территории страны, и в Восточной Европе в целом, не ранее указываемым видом Anguis fragilis (веретеница ломкая), а аллопатрическим видом Anguis colchica, ранее рассматривавшимся в ранге его подвида. Обитает на всей территории страны. Встречается в широколиственных и смешанных лесах, на лесных опушках и окраинах лугов, лесополосах, заброшенных виноградниках и садах.                                                                                                 | Вид не представлен в Международной Красной книге |
|                                            | Желтопузик                    | Pseudopus apodus (Pallas, 1755)                       | Вид приводился для юга Молдавии, однако без указания местности. Обитание на территории страны является сомнительным. | Вид вне опасности                                |
| Семейство Настоящие ящерицы (Lacertidae)   |                               |                                                       | |                                                  |
|                                            | Живородящая ящерица           | Zootoca vivipara (Lichtenstein, 1823)                 | Две особи были пойманы у посёлка Вулканешты, однако эти данные не были подтверждены другими исследователями. Также вид был найден в 1907 году вблизи села Колинковцы (тогдашняя Бессарабская губерния), сейчас село находится на территории Украины. | Вид вне опасности                                |
|                                            | Зелёная ящерица               | Lacerta viridis Laurenti, 1768                        | Вид распространён мозаично на всей территории страны. Обитает в сухих местах на склонах берегов, скалах, на поросших травой и кустарником склонах холмов и оврагов, в обрывах, у берегов рек, на лесных полянах, садах, в редколесьях. Агроландшафтов избегает. | Вид вне опасности                                |
|                                            | Крымская ящерица              | Podarcis tauricus (Georgi, 1801)                      | Встречается на юге страны (Буджакская степь), на каменистых или поросших травянистой растительностью и кустарниками склонах, в открытых степных местностях, на лесных полянах, в садах. Численность вида является низкой. | Вид вне опасности                                |
|                                            | Прыткая ящерица               | Lacerta agilis Linnaeus, 1758                         | Распространён по всей территории страны. Обитает в редколесьях, на опушках, в степи, среди кустарников, на насыпях вдоль дорог, на горных лугах, в садах. | Вид вне опасности                                |
|                                            | Разноцветная ящурка           | Eremias arguta (Pallas, 1773)                         | Вид известен только из юго-западной части страны, включая Буджакскую степь. Предпочитает степные биотопы, встречается также на песчаных берегах, дюнах, в речных долинах и других местностях с песчаной почвой и редкой ксерофитной (сухолюбивой) растительностью. | Вид, близкий к уязвимому положению               |
| Подотряд Змеи (Serpentes)                  |                               |                                                       | |                                                  |
| Семейство Ужеобразные (Colubridae)         |                               |                                                       | |                                                  |
|                                            | Обыкновенная медянка          | Coronella austriaca Laurenti, 1768                    | В основном распространена на севере страны, значительно реже встречается в других регионах (почти исчезла на юге страны). Встречается в различных биотопах: на лесных полянах и опушках, среди редколесья, в долинах рек, в степных биотопах. | Вид вне опасности                                |
|                                            | Каспийский полоз              | Dolichophis caspius (Gmelin, 1789)                    | Редкий вид, иногда встречается на юге страны. Предпочитает степные участки, каменистые речные обрывы и другие каменистые участки, балки, заросли кустарников, заброшенные карьеры. Охотно заселяет антропогенные ландшафты: руины построек и населённые пункты. В Красную книгу Молдавии (2001) внесён под названием Coluber jugularis. | Вид вне опасности                                |
|                                            | Палласов полоз                | Elaphe sauromates (Pallas, 1811)                      | Встречается только на юге страны. Является типичным степным видом, также встречается на опушках, на каменистых россыпях и склонах, в растительных зарослях, песчаных и каменистых местностях, на опушках, около речных пойм, на крутых береговых склонах. | Вид вне опасности                                |
|                                            | Эскулапов полоз               | Zamenis longissimus (Laurenti, 1768)                  | Встречается по всей Молдавии, но является редким видом, а на юге страны практически исчез. Живет в широколиственных лесах, среди кустарников, на скалах и каменистых склонах рек, на склонах ущелий. Охотно заселяет руины и заброшенные здания, попадается в населенных пунктах. | Вид вне опасности                                |
|                                            | Водяной уж                    | Natrix tessellata (Laurenti, 1768)                    | Распространён на всей территории страны. Особенно часто регистрируется в долинах Днестра и Прута, поскольку большую часть времени проводит в воде. Обитает в основном в различных водоёмах. На суше встречается во время миграции в другие водоёмы. | Вид вне опасности                                |
|                                            | Обыкновенный уж               | Natrix natrix (Linnaeus, 1758)                        | Распространён на всей территории страны. Встречается по берегам различных водоёмов (включая водоёмы с обрывистыми берегами), по краям низменных болот, на старых заросших вырубках, на участках малых рек и мелиоративных каналов. Нередко попадается в населённых пунктах. На суше встречается во время миграции в другие водоёмы. | Вид вне опасности                                |
| Семейство Гадюковые (Viperidae)            |                               |                                                       | |                                                  |
|                                            | Обыкновенная гадюка           | Vipera berus (Linnaeus, 1758)                         | Вид распространён на севере страны. Обитает в лесах, вблизи полян, на пойменных лугах в долинах рек и озер на границе с лесами, на вырубках, обочинах дорог. Вид распространён неравномерно в зависимости от наличия пригодных для зимовки мест. | Вид вне опасности                                |
|                                            | Гадюка Никольского            | Vipera nikolskii Vedmederja, Grubant & Rudajewa, 1986 | Долгое время таксон рассматривался, как чёрная морфа обыкновенной гадюки, на основании того, что во всех популяциях последней встречается определённый процент особей-меланистов. Впоследствии, после изучения морфологии и экологии, таксону был придан видовой статус. Однако ряд зарубежных и некоторые отечественные герпетологи склонны рассматривать её в качестве подвида обыкновенной гадюки. Известен ряд находок на территории страны. Точное распространение требует дальнейшего изучения. | Вид не представлен в Международной Красной книге |
|                                            | Степная гадюка                | Vipera renardi (Christoph, 1861)                      | Встречается в степных районах страны. Вид крайне редкий и считается потенциально вымершим на территории Молдавии. Предпочитает засушливые места (сухие склоны, песчаные места, песчаные пляжи, насыпи вдоль дорог, кустарниковую и степную растительность). Редко змеи попадаются на лесных полянах и в лесополосах. | Уязвимый вид                                     |